# 桂川原の戦い
桂川原の戦い（かつらかわらのたたかい）は、大永7年2月12日（1527年3月14日）夜中から2月13日まで京都桂川原一帯で行われた戦い。この戦いは堺公方の誕生のきっかけとなった。桂川の戦いとも言う。

## 開戦までの経緯

### 八上・神尾山両城の戦い
香西元盛は管領細川高国の家臣だったが、同族の細川尹賢の讒訴を信じた高国によって、大永6年（1526年）7月13日に自害させられた。これに対して香西元盛の2人の兄弟波多野元清と柳本賢治は元盛が自害させられたことを知り、丹波八上城・神尾山城両城で反旗を翻した。
10月23日、これに驚いた高国は、神尾山城に総大将の細川尹賢軍を、八上城には瓦林修理亮、池田弾正等を差し向け、それぞれの城を包囲した。また、10月28日には将軍義晴の名で若狭の守護である武田元光に救援を要請する使者を送っている（『実隆公記』）。
その後、小規模な戦闘が続いていたが、波多野元清に同情的であった丹波守護代・内藤国貞は、11月5日に神尾寺城の包囲軍から離脱した。また、11月30日に黒井城主赤井五郎が3000の兵を率いて神尾寺城包囲軍の背後から攻撃し、赤井軍にも損害がでたが、包囲軍を破っている。
この敗報を知った八上城の包囲軍も翌12月1日囲みを解いて退却した。この退却の途中、阿波守護細川晴元と通じていた池田弾正は瓦林修理亮らに矢を射かけ、細川尹賢軍は京へ逃走した。

### 落城する摂津諸城

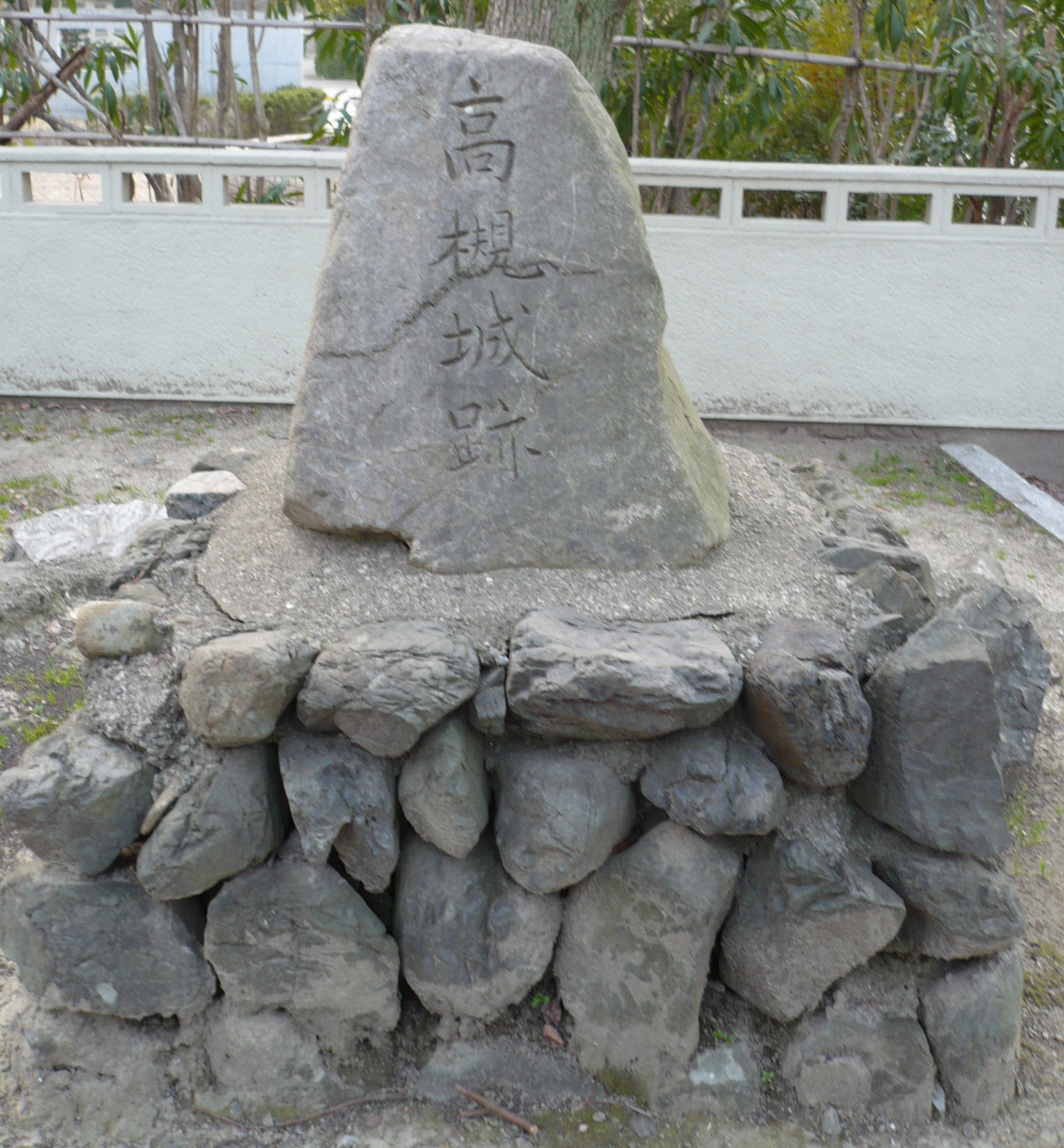
高槻城跡

波多野元清より知らせをうけた細川晴元は三好長家、三好政長に出陣を命じ、阿波より堺に上陸、同年12月13日に中嶋の堀城を占領し越年した。一方、12月29日には細川高国から救援の要請を受けていた若狭の守護・武田元光が兵を率いて入京している（『二水記』）。だが、義晴・高国が同様に支援を要請していた六角定頼・赤松政村・斯波義統ら諸大名は遂に上洛することはなかった。
波多野軍も行動を開始、丹波を出国し翌大永7年（1527年）1月28日に野田城を7日間で陥落させた。波多野軍はそのまま京都に向かうと見せかけて南下し、2月4日に山崎城を陥れた。山崎城に詰めていた摂津守護代薬師寺国長は高槻城に逃亡した。
その後、
- 芥川城
- 太田城
- 茨木城
- 安威城
- 福井城
- 三宅城

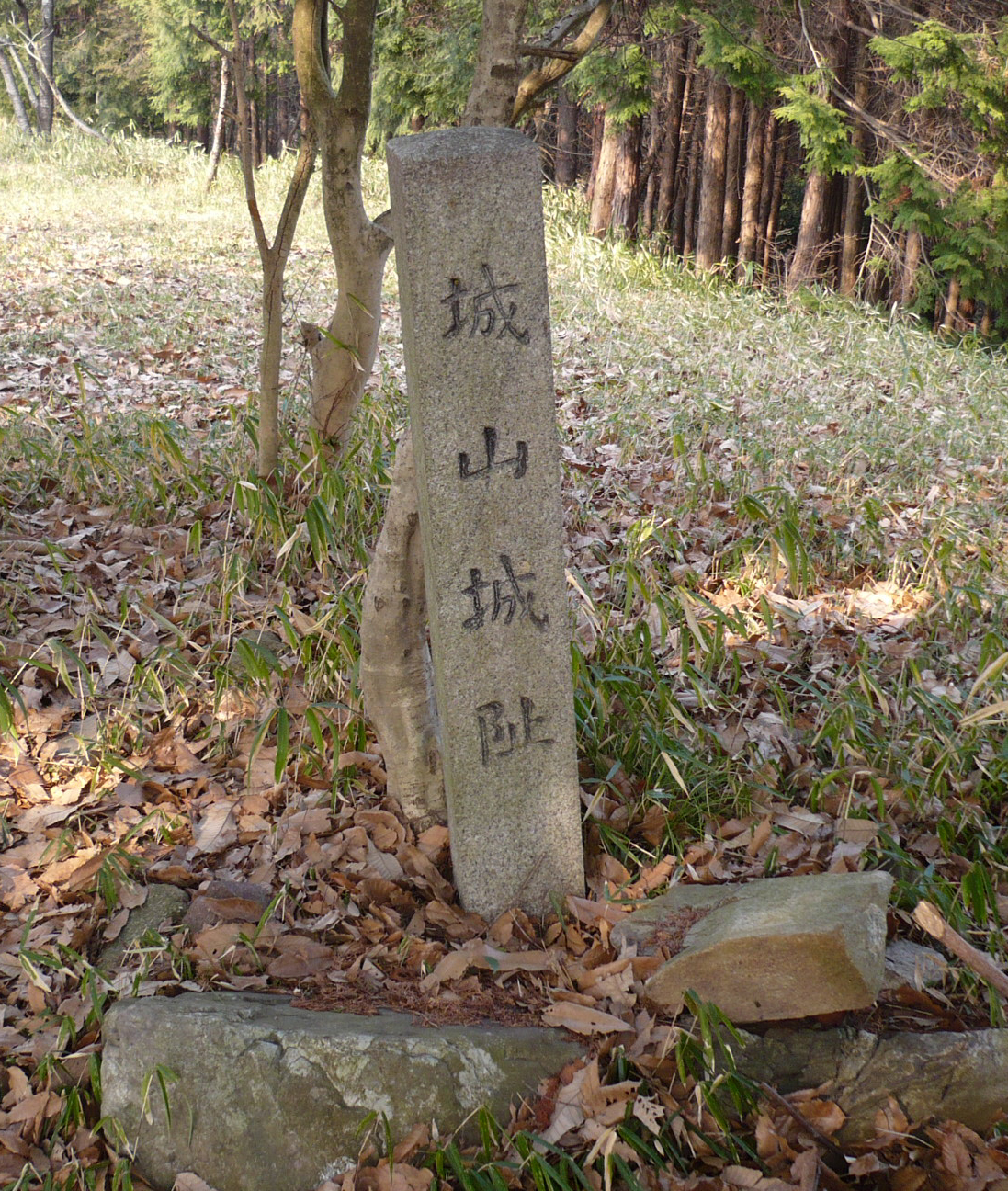
芥川城
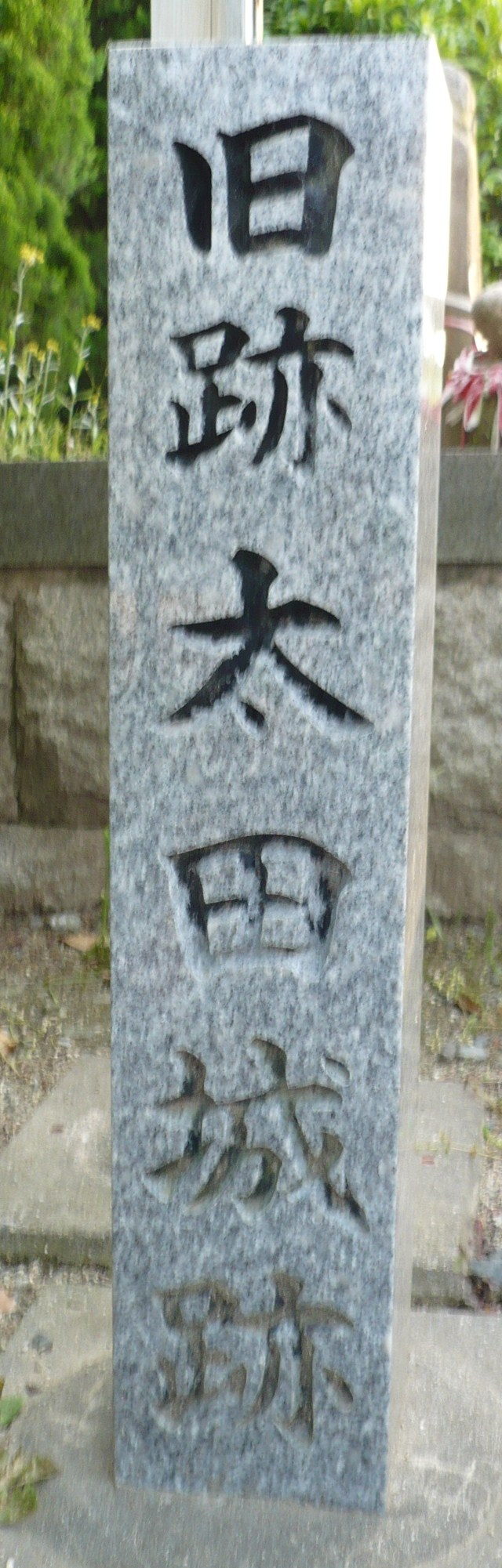
太田城
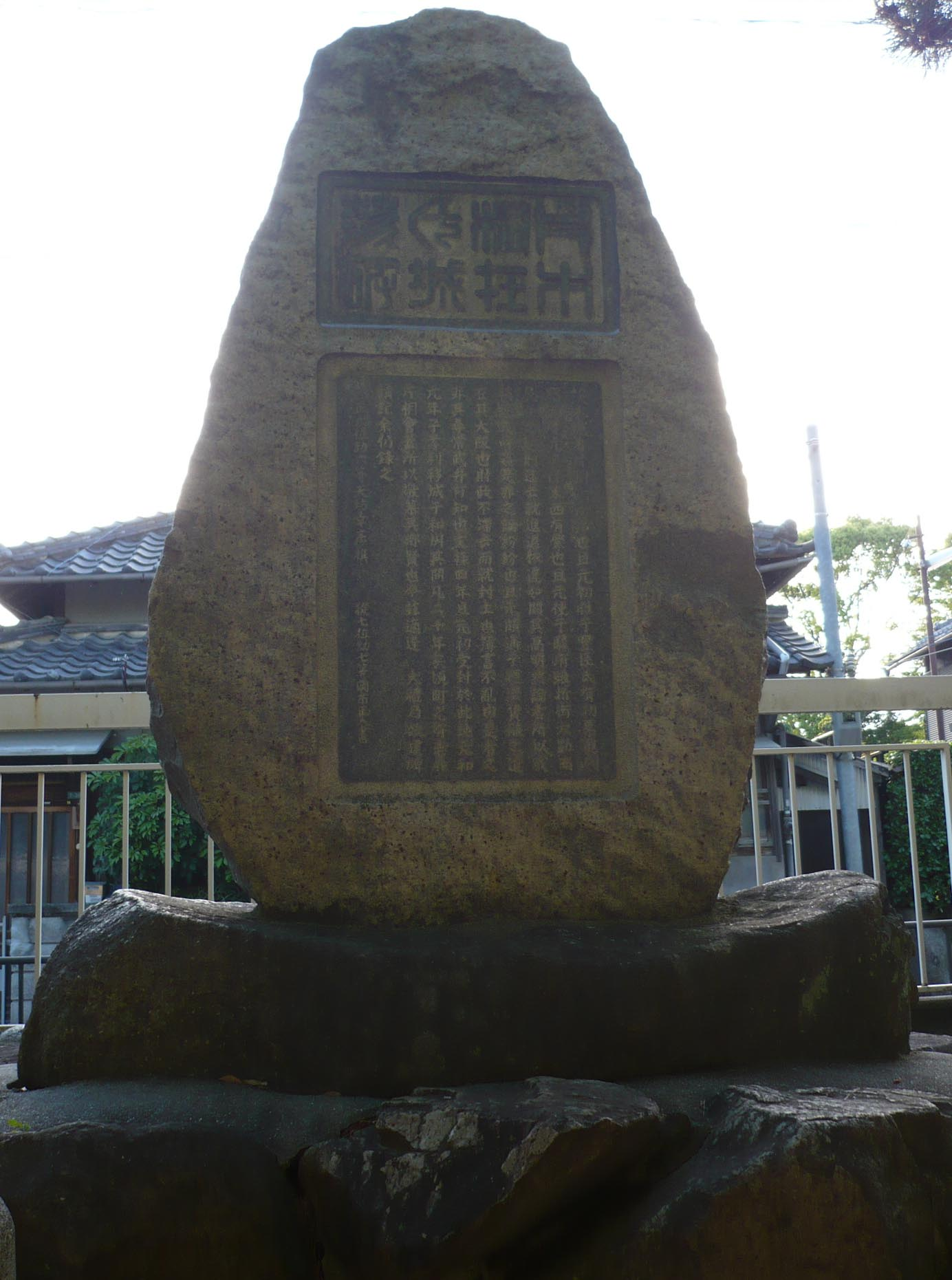
茨木城
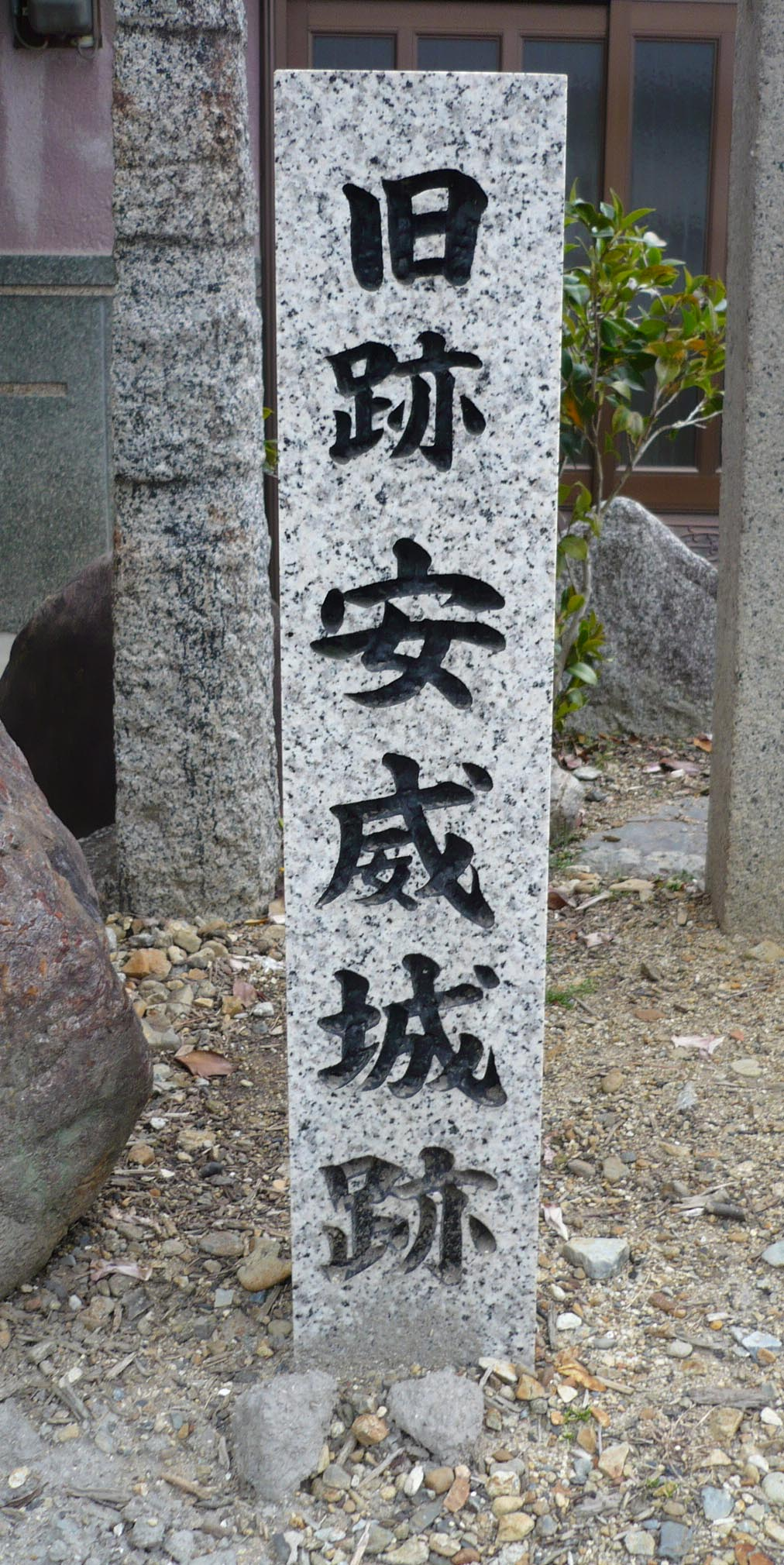
安威城
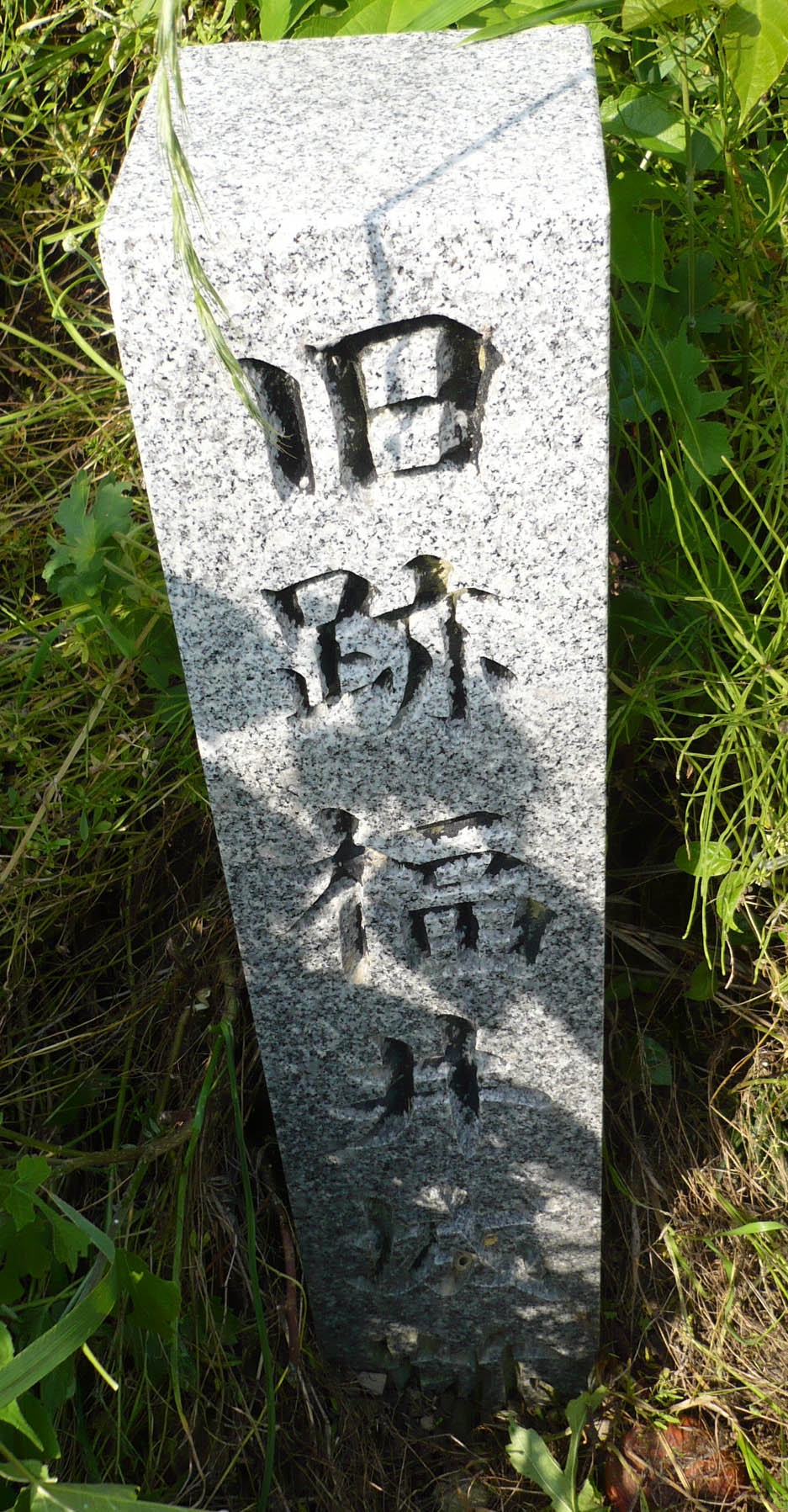
福井城
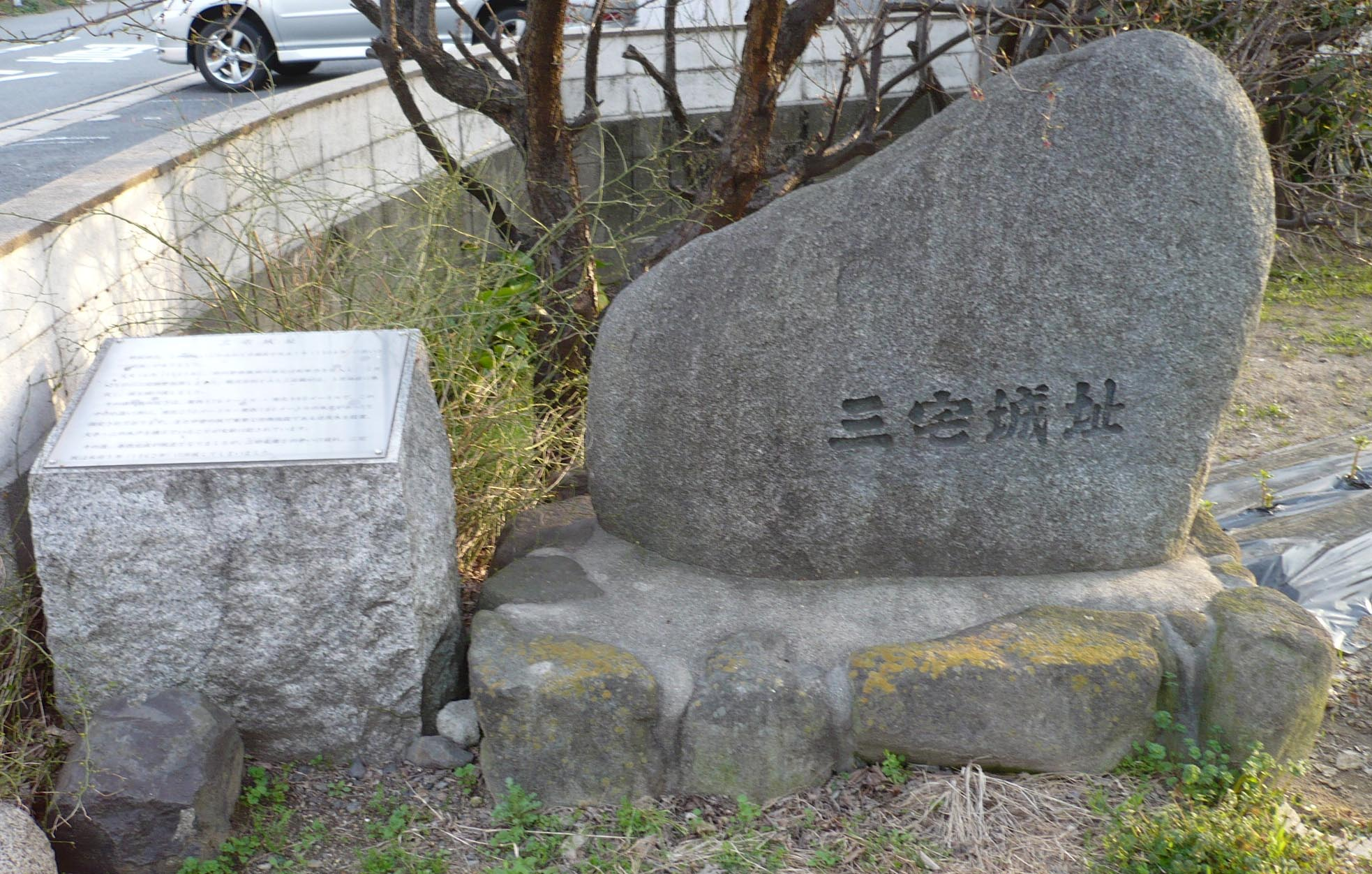
三宅城

の諸城を次々と攻め落としたり、降伏させたりした。
2月11日、波多野軍と三好軍は山崎城で合流、翌2月12日桂川を挟んで細川高国軍と対峙した。一方で、上洛要請に応じて来なかった六角定頼はようやく被官の三雲氏・馬淵氏2000ないし3000を派遣したが定頼本人は上洛せず、六角軍被官は本国・近江から桂川から離れた北白川の地に留まっている。
なお、『南行雑録』にみられるこの戦いの直前のものと思われる2月2日付和泉上守護代松浦守書状によれば、六角定頼がこの時点で細川晴元との縁談を進めているという話が上がっており、六角氏の消極的姿勢もそれによるものだと思われる。
また、同書状では波多野軍の後背を突くため高国方は但馬守護山名誠豊を丹波に乱入させようとしたが、守護代垣屋氏が波多野方に同心し、また因幡守護山名誠通が但馬に乱入したため没落したことと、
高国の娘婿である伊勢国司北畠晴具は高国に合力しようとするも、長野氏など国衆が応じずに動けなかったことが書かれており、晴元方が事前に調略を行ってたことが窺える。
なお、波多野元清はこの時期病を患っていたようで、後の上洛も賢治と子の波多野秀忠のみが上洛しており、この合戦にも不参加だった可能性がある。そのためか、この戦いに関しての史料で丹波勢の主体とされるのは柳本賢治だった。

## 戦いの状況

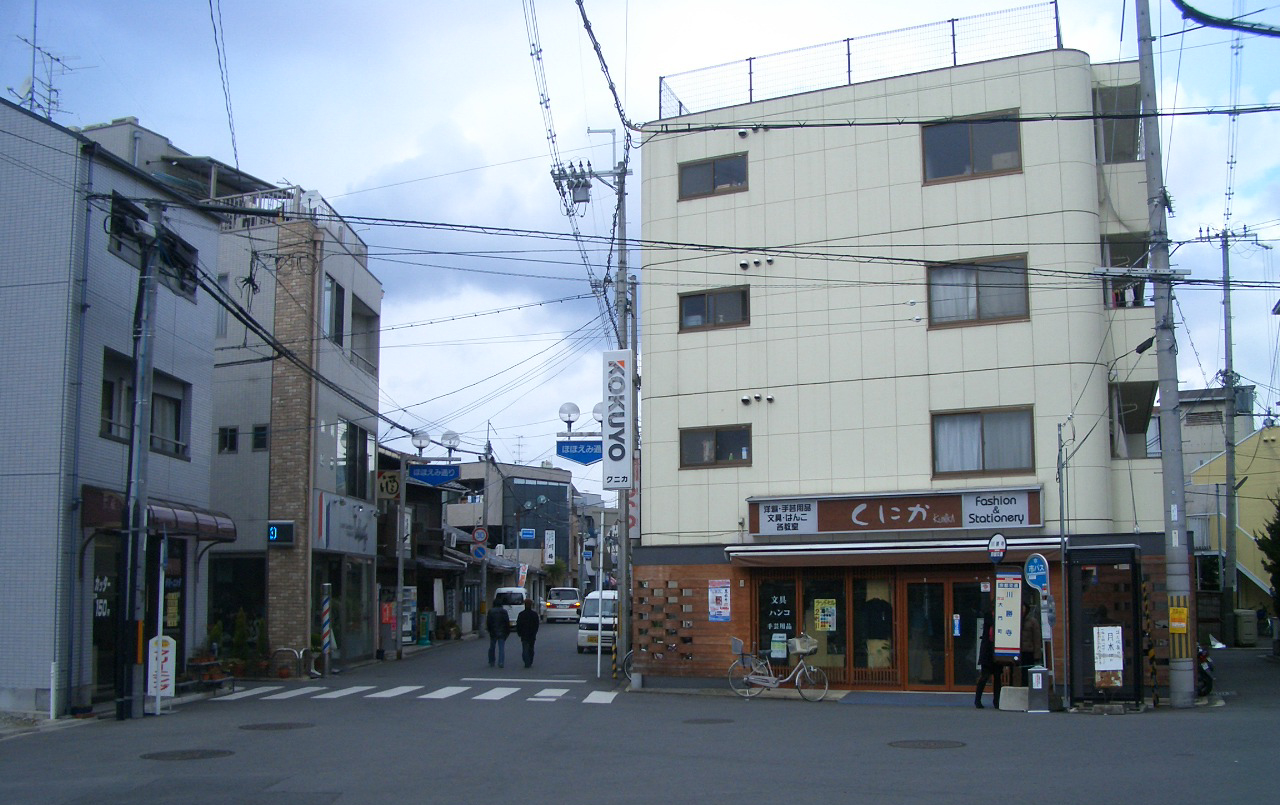
現在の川勝寺周辺

細川高国軍は、主力として鳥羽から鷺の森辺まで川沿いに隙間無く一文字に陣をしき、本陣はそこから少し後方の六条に12代将軍足利義晴自らが陣をしき、後詰の軍として本陣から北側、桂川の川勝寺に武田元光軍が陣をひいた。
2月12日夜中、戦闘は川を挟んだ矢の応酬から始まった。
翌2月13日、主力への攻撃を予想した細川高国軍に対して、三好軍は裏をかいて桂川を渡河、後詰の武田軍に襲い掛かった。武田軍は死者80名を出し敗退した。これに危機感を覚えた高国は自ら武田軍に救援に向かったが、高国の親戚（父・政春の従兄弟）にあたる大納言・日野内光は戦死してしまい、荒木父子も戦死、
- 馬廻り 10名前後
- 雑兵 300名

を失い撤退した。柳本・三好連合軍も三好長家が重傷を負ったほか、香西源蔵ら80名の戦死者が出たが、合戦は柳本・三好連合軍が勝利した。
なお、これまで戦いを観望していた六角軍は晩頭になってからようやく加勢し、柳本勢と交戦したという。

## 戦後の状況
2月14日、高国は義晴を奉じて坂本に逃げ去った。この逃亡には大きな意味がある。将軍や管領が京都を落ち延びることは今まで何回もあったが、評定衆や奉行人といったものまで逃げ出してしまったため、京都幕府は崩壊してしまったのである。これが後に堺公方誕生の引き金ともなった。また、この戦いで打撃を受けた武田元光は若狭に退き、若狭武田氏は中央政治への影響力を低下させる一方、消極的な姿勢を見せた六角定頼は以降義晴を支えつつも高国方から晴元方に鞍替えしていき、六角氏は中央政治への影響力を上昇させることになった。
2月16日、柳本・三好連合軍は京都に進軍、治安維持と宣撫工作に取り掛かったが、細川晴元の入京待ちとなった。

## 備考
- 山科言継は、細川軍1万2千、武田軍を2千（合わせて1万4千）と記録しているが、誇張と考えられている[9]。